# غايتانو دانييلي
غايتانو دانييلي (بالإيطالية: Gaetano Daniele)‏ هو منتج أفلام إيطالي، ولد في 13 يوليو 1956 في نابولي في إيطاليا.

## وصلات خارجية
- غايتانو دانييلي على موقع IMDb (الإنجليزية)
- غايتانو دانييلي على موقع قاعدة بيانات الفيلم (الإنجليزية)